# Илустровани лист Немања
Илустровани лист Немања био је српски месечник за поуку и забаву који је излазио 1887. и 1888. године. Штампан је и објављиван  у Бечу и био намењен српским читаоцима. Власник листа био је Константин Мандровић, а уредништво су чинили Фрања Јонак, Бранко Ановић, Симеун Коњевић, а за штампу је био задужен Ј.Н. Вернај.

## Претплата
Претплата за годину дана у почетку је износила десет динара, а убрзо је порасла на дванаест динара. Читалац би уплатницом слао новац на адресу у Бечу и на тај начин постајао претплатник. У Србији су претплату примале књижарнице В. Валожића, А. Пурића и П. Ћурчића у Београду, Б. Савића у Шапцу и Д. Валожића у Нишу. Као поклон читаоци су уз часопис добијали две велике лепе слике и то прву слику са шестим, а другу са дванаестим бројем.